# Polo Tecnológico del Noroeste de la Provincia de Buenos Aires
El Polo Tecnológico del Noroeste de la Provincia de Buenos Aires es una red de empresas e instituciones argentinas que reúnen investigaciones e industrias específicas con base tecnológica. Se encuentra ubicado en la ciudad de Junín, en el noroeste de la provincia de Buenos Aires, Argentina.
Está integrado por la Universidad Nacional del Noroeste de la Provincia de Buenos Aires (UNNOBA), cuya sede central se encuentra en Junín, el Gobierno Local de ese municipio, la Asociación de Empresas del Polo Tecnológico del Noroeste de Buenos Aires (ITNOBA) y empresas e instituciones adherentes: Banco Credicoop Junín, Grupo Los Grobo y Grupo Servicios Junín.
Es un espacio creado especialmente para empresas y pymes de base tecnológica donde puedan gozar de diferentes beneficios. Une sus estrategias con las de los centros de investigación y las de la comunidad local, especialmente en los rubros de la producción, el empleo y la innovación. Uno de sus objetivos es promover el desarrollo de software, el acceso a las tecnologías de información y facilitar el crecimiento del sector, fomentando la asociatividad como forma de trabajo.

## Historia
El 9 de agosto de 2007 se firmó la carta de intención entre Guillermo Tamarit, rector de la UNNOBA, y Mario Meoni, intendente de Junín, para la creación de un polo tecnológico en la ciudad.
El 19 de noviembre de 2008 la UNNOBA presentó el proyecto del polo tecnológico en las II Jornadas "La vinculación tecnológica en el contexto de las Políticas de Estado y la Sociedad" que organizó la Red de Vinculación Tecnológica de Universidades Nacionales (Red ViTec), en el marco de la X Reunión Plenaria en colaboración con la Universidad Nacional de Entre Ríos, en la ciudad de Paraná.
En junio de 2009 se solicitaron las obras para la puesta en valor y refuncionalización del antiguo edificio de oficinas de las ex Bodegas Giol, para ser utilizadas por el polo tecnológico. El inmueble se encuentra en la calle Newbery 312, a la altura de su intersección con la calle Italia.
El 21 de octubre de 2011, luego de dos años de obras, se inauguró la sede del Polo Tecnológico. El acto contó con la presencia del rector de la UNNOBA, Guillermo Tamarit; el intendente de Junín Mario Meoni; el director académico del Polo, Darío Piccirilli; y el representante de ITNOBA, Eduardo Albarello, entre otros funcionarios de la universidad y de la Municipalidad y empresarios de Junín y la región.

## Ubicación
El Polo Tecnológico del Noroeste de la Provincia de Buenos Aires se encuentra ubicado en Newbery 312, en Junín, la ciudad más importante del noroeste de la provincia de Buenos Aires y principal centro administrativo, turístico, industrial, educativo, de salud, judicial y comercial de la región. Además, Junín posee la sede central y el Rectorado de la Universidad Nacional del Noroeste de la Provincia de Buenos Aires.